# Mukkaravaripalli, Bagepalli
Mukkaravaripalli là một làng thuộc tehsil Bagepalli, huyện Chikkaballapur, bang Karnataka, Ấn Độ.